# Lawrence Payton

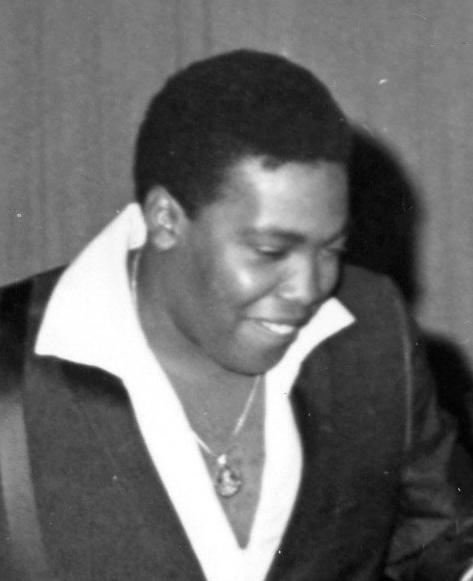
Lawrence Payton

Lawrence Payton (Detroit (Michigan), 2 maart 1938 - Southfield (Michigan), 20 juni 1997) was bekend als een Amerikaanse tenorzanger, lid van de groep The Four Tops, een groep die hun grootste hits had in de jaren zestig, toen ze deel uitmaakten van de platenmaatschappij Motown. Daarnaast was hij songwriter en producer.

## Jeugd
Op 2 maart 1938 werd Lawrence Payton geboren als Lawrence Albert Payton in de Amerikaanse stad Detroit. Hij groeide er ook op en ging hij er naar school. Op de middelbare school Northern High ontmoette hij Renaldo "Obie" Benson. Beiden hielden van zingen en ze zongen dan ook vaak samen. In 1954 zorgden vrienden ervoor dat zij op een verjaardagsfeest samen zongen met Levi Stubbs en Abdul "Duke" Fakir, scholieren van een andere middelbare school uit Detroit. Dit beviel zo goed dat het viertal besloot als groep samen te blijven. De neef van Lawrence Payton, Billy Davis, was de eerste songwriter voor de groep, die zichzelf The Four Aims noemde. Hij bezorgde de groep ook hun eerste contract, namelijk bij Chess Records, alhoewel deze platenmaatschappij meer geïnteresseerd was in de verdiensten van Davis dan in die van The Four Tops, zoals de The Four Aims zich ondertussen waren gaan noemen, om misverstanden met The Ames Brothers te voorkomen. Nadat Lawrence Payton met The Four Tops ook nog contracten had versierd bij Riverside Records en Columbia Records had hij met de groep nog steeds geen hit gehad. Daar zou in 1964 verandering in komen.

## Motown
Ondanks dat The Four Tops twee jaar eerder, in 1962, een contract van de platenmaatschappij Motown hadden geweigerd, tekenden ze in 1964 later alsnog een contract bij het label. In eerste instantie nam de groep alleen jazznummers op. Hierdoor ontwikkelde Lawrence Payton zich ook als degene die de stemmen harmonieus moest laten samenklinken binnen de groep. In de zomer van datzelfde jaar hadden The Four Tops met hun eerste single van Motown al meteen een hit. Het nummer "Baby I Need Your Loving" bereikte de #11 positie op de poplijst en bracht daardoor The Four Tops op de muziekkaart. Het was Levi Stubbs die lead zong op dit nummer, zoals bij bijna alle hits van The Four Tops zo zou zijn. Andere voorbeelden gedurende hun Motowncarrière waren de #1 hits "I Can't Help Myself" en "Reach Out, I'll Be There" en "You Keep Running Away". In 1970 echter brachten The Four Tops het nummer "Simple Game". In grote gedeeltes van dit nummer is naast Stubbs ook Lawrence Payton te horen als leadzanger. Het nummer was geen succes in de Verenigde Staten, maar bereikte in het Verenigd Koninkrijk de #3 notering.
Toen Motown in 1972 de definitieve overstap maakte van Detroit naar Los Angeles besloten The Four Tops dat hun tijd bij Motown erop zat. Dat jaar vertrokken ze na een jarenlange samenwerking bij Motown om hun geluk ergens anders te zoeken.

## Na Motown
Na het vertrek bij Motown tekende Lawrence Payton samen met de overige Four Tops een contract bij ABC Records. Hun eerste singles, "Keeper Of The Castle" en "Ain't No Woman Like The One I've Got" waren meteen zeer grote hits. Daarna droogden de hits voor de groep echter al snel weer op en vertrokken ze naar Columbia Records, waar ze vele jaren geleden ook al een contract hadden. Na hier hits gescoord te hebben met nummers als "When She Was My Girl" en "Don't Walk Away", vertrok Payton ook hier met de groep weer en keerde terug naar Motown.

## Overlijden
Zijn hele leven zou Lawrence Payton deel uitmaken van The Four Tops. In juni 1997 kwam hier echter abrupt een einde aan, doordat hij getroffen werd door een hartaanval. Hierdoor was hij de eerste van The Four Tops die kwam te overlijden en kon de groep voor het eerst in haar bestaan niet meer in de originele bezetting aantreden. Lawrence Payton werd vervangen door Theo Peoples. In 2000 werd Peoples echter de leadzanger van de groep en nam Ronnie McNeir de originele plek van Payton in. Toen in 2005 Renaldo "Obie" Benson als tweede van de originele bezetting overleed, werd hij vervangen door Roquel Payton, de zoon van Lawrence Payton. Lawrence Payton werd 59 jaar oud.
- Biblioteca Nacional de España: XX1613278
- International Standard Name Identifier: 0000 0000 5996 2483
- Library of Congress Control Number: no2006011483
- MusicBrainz: f450ec73-9dbc-4e9d-8e03-369c61fce7ca
- Virtual International Authority File: 87350417
- WorldCat: E39PBJhddqJBp9WqPYqVd8gHYP